# Епархия Гонаива
Епархия Гонаива (лат. Dioecesis Gonayvesensis) — епархия Римско-Католической церкви с центром в городе Гонаив, Гаити. Епархия Гонаива входит в митрополию Кап-Аитьена. Кафедральным собором епархии Гонаива является церковь святого Карла Борромео в городе Гонаив.

## История
3 октября 1861 года Римский папа Пий IX издал буллу «Gravissimum sollicitudinis», которой учредил епархию Гонаива, выделив её из архиепархии Санто-Доминго. В этот же день епархия Гонаива вошла в митрополию Порт-о-Пренса.
20 апреля 1972 года епархия Гонаива передала часть своей территории для образования новой епархии Энша.
7 апреля 1988 года епархия Гонаива вошла в митрополию Кеп-Антьена.

## Ординарии епархии
- - Martial-Guillaume-Marie Testard du Cosquer (1861 — 27.07.1869), апостольский администратор;
  - Alexis-Jean-Marie Guilloux (Guillons) (27.06.1870 — 24.10.1885), апостольский администратор;
  - Constant-Mathurin Hillion (10.06.1886 — 21.02.1890, апостольский администратор;
  - Giulio Tonti (24.02.1893 — 23.08.1902), апостольский администратор, назначен нунцием в Бразилии;
  - Julien-Jean-Guillaume Conan (16.09.1903 — 9.10.1928), апостольский администратор;
- епископ Joseph-François-Marie Julliot (9.10.1928 — 13.01.1936);
- епископ Paul-Sanson-Jean-Marie Robert (14.01.1936 — 18.08.1966);
- епископ Emmanuel Constant (20.08.1966 — 30.07.2003);
- епископ Yves-Marie Péan C.S.C. (30.07.2003 — по настоящее время).